# Gabriel Quak
Gabriel Quak Jun Yi (Singapore, 22 dicembre 1990) è un calciatore singaporiano, centrocampista dell'Hougang Utd e della nazionale singaporiana.

## Statistiche

### Cronologia presenze e reti in nazionale
| Cronologia completa delle presenze e delle reti in nazionale ― Qatar | Cronologia completa delle presenze e delle reti in nazionale ― Qatar | Cronologia completa delle presenze e delle reti in nazionale ― Qatar | Cronologia completa delle presenze e delle reti in nazionale ― Qatar | Cronologia completa delle presenze e delle reti in nazionale ― Qatar | Cronologia completa delle presenze e delle reti in nazionale ― Qatar | Cronologia completa delle presenze e delle reti in nazionale ― Qatar | Cronologia completa delle presenze e delle reti in nazionale ― Qatar |
| Data                                                                 | Città                                                                | In casa                                                              | Risultato                                                            | Ospiti                                                               | Competizione                                                         | Reti                                                                 | Note                                                                 |
| -------------------------------------------------------------------- | -------------------------------------------------------------------- | -------------------------------------------------------------------- | -------------------------------------------------------------------- | -------------------------------------------------------------------- | -------------------------------------------------------------------- | -------------------------------------------------------------------- | -------------------------------------------------------------------- |
| 14-11-2019                                                           | Doha                                                                 | Qatar                                                                | 2 – 0                                                                | Singapore                                                            | Amichevole                                                           | -                                                                    | 80’                                                                  |
| 29-5-2021                                                            | Dubai                                                                | Singapore                                                            | 1 – 1                                                                | Afghanistan                                                          | Amichevole                                                           | 1                                                                    |                                                                      |
| Totale                                                               |                                                                      | Presenze                                                             | 2                                                                    |                                                                      | Reti                                                                 | 1                                                                    |                                                                      |

## Palmarès

### Club

#### Competizioni nazionali
- Premier League (Singapore): 1

Lion City Sailors: 2021